# قلعه باستیل

نقاشی از ژان-پیر اوئل که فتح این قلعه را نشان می‌دهد.

قلعه باستیل (در فرانسوی: Bastille Saint-Antoine)، با نام رسمی باستیل سنت آنتوان، قلعه‌ای در پاریس بود. این قلعه نقش مهمی در درگیری‌های داخلی فرانسه داشت و در بیشتر تاریخش، زندان دولتی فرانسه بود. شهرت این قلعه به فتح آن در ۱۴ ژوئیه ۱۷۸۹ به‌دست انقلابیون فرانسه برمی‌گردد. در این تاریخ، مخالفان لوئی شانزدهم به این قلعه هجوم بردند، که آن را آغاز انقلاب فرانسه می‌دانند. سال پس از فتح این قلعه، جشنی برای آن برگزار شد، که روز برگزاری آن، امروزه در فرانسه «روز باستیل» نام دارد و به عنوان روز ملی جشن گرفته می‌شود و از تعطیلات رسمی فرانسه است.
این قلعه برای دفاع از به شهر در برابر حملات احتمالی انگلیس از شرق شهر در طول جنگ صد ساله ساخته شد. ساخت و ساز قلعه تا سال ۱۳۵۷ در حال انجام بود، اما ساخت و ساز اصلی از سال ۱۳۷۰ به بعد انجام شد و یک قلعه مستحکم با هشت برج ایجاد کرد که از دروازه استراتژیک پورت سنت آنتوان که به سمت شرق می‌رفت محافظت می‌کرد. طراحی نوآورانه این قلعه در فرانسه و انگلیس تأثیرگذار بود و به‌طور گسترده از آن برای ساختن قلعه الگو برداری شد.
باستیل نقش مهمی در درگیری‌های داخلی فرانسه داشت از جمله نبرد بین گروه‌های رقیب بورگوندی‌ها و آرمانیاک‌ها در قرن پانزدهم و جنگ‌های مذهبی در قرن شانزدهم. این قلعه در سال ۱۴۱۷به عنوان زندان دولتی اعلام شد. در دهه‌های ۱۴۲۰و ۱۴۳۰ توسط اشغالگران انگلیسی و بعد در دهه ۱۴۶۰ توسط لویی یازدهم این قلعه مورد توجه بود.
در طول دهه۱۵۵۰ به منظور دفاع از برابر حملات امپراتوری مقدس روم یک سنگر دفاعی در قسمت شرقی قلعه ساخته شد. قلعه باستیل نقشی کلیدی در شورش فروند و نبرد تن انتونی(۱۶۵۲) داشت.
لویی چهاردهم از باستیل به عنوان زندانی برای اعضای طبقه بالای جامعه فرانسه که با او مخالف بودند استفاده کرد.

## تاریخچه

#### قرن چهاردهم
قلعه باستیل برای دفاع از شهر در برابر حملات انگلیسی‌ها در طول جنگ صدساله ساخته شد. در اواسط قرن۱۴ شهر گسترش یافت ولی ضلع شرقی شهر در برابر حملات انگلیسی‌ها ناامن بود.
وضعیت بعد از شکست و زندانی شدن شاه جان دوم در نبرد پواتیه بدتر شد. و به دنبال این شهردار پاریس، اتین مارسل اقداماتی را برای بهبود اوضاع دفاعی شهر انجام داد. در سال ۱۳۵۷ مارسل دیوارهای شهر را گسترش داد و باستیل را برای محافظت از پورت سنت آنتوان که دروازه شرقی پاریس بود قرار گرفت.
در سال ۱۳۶۹، چارلز پنجم نگران ضعف ضلع شرقی شهر در برابر حملات انگلیسی‌ها توسط مزدوران شد. برای همین دستور داد تا استحکامات بسیار بزرگتری را در همان محل باستیل مارسل ساخته شود.
پس از رویدادهای انقلاب ۱۷۸۹، پادشاهی لویی شانزدهم از راه قانون محدود شد. با تشکیل مجلس ملی و انتخاب نمایندگان آن از سوی مردم، بوربون‌ها نیز قدرت مطلقشان را از دست دادند.